# Batman (1989)
Batman é um filme de super-heróis norte-americano de 1989 e baseado no personagem homônimo da DC Comics. Dirigido por Tim Burton, é o primeiro longa-metragem da série de filmes inicial do Batman da Warner Bros. O filme é estrelado por Michael Keaton como Bruce Wayne/Batman, com Jack Nicholson, Kim Basinger, Robert Wuhl, Pat Hingle, Billy Dee Williams, Michael Gough e Jack Palance. No filme, Batman lida com a ascensão de um gênio do crime conhecido como "O Coringa".
Depois que Burton foi contratado como diretor, Steve Englehart e Julie Hickson escreveram esboços para o filme antes de Sam Hamm escrever o primeiro roteiro. Batman não teve sinal verde para produção até depois do sucesso de Beetlejuice (1988), de Burton. Uma lista contou com vários atores considerados para o papel de Batman antes que Keaton fosse escalado. A contratação de Keaton causou uma controvérsia, uma vez que, em 1988, ele se tornou um tipo de ator de comédia e muitos observadores duvidaram que ele pudesse retratar um papel sério. Nicholson aceitou fazer o papel do Coringa (Joker) sob estritas condições que ditavam um alto salário, uma parcela dos lucros de bilheteria e seu cronograma de filmagem.
O tom e os temas do filme foram influenciados em parte por Batman: The Killing Joke, de Alan Moore e Brian Bolland, e The Dark Knight Returns, de Frank Miller. O filme se adapta principalmente à história de origem "Capuz Vermelho" para o Joker, em que Batman cria o Joker, deixando-o cair em um tanque com ácido e produtos químicos, resultando em sua transformação em um psicopata, mas adiciona um toque único ao apresentá-lo especificamente como um gângster chamado Jack Napier.
As filmagens ocorreram no Pinewood Studios entre outubro de 1988 e janeiro de 1989. O orçamento encaminhado foi de $ 30 milhões a 48 milhões de dólares, enquanto o Writers Guild of America forçou gravemente Hamm a abandonar. As reescritas sem créditos foram realizadas por Warren Skaaren, Charles McKeown e Jonathan Gems.
Batman foi um sucesso crítico e financeiro, ganhando mais de US$ 400 milhões no total de bilheterias. O filme recebeu várias  indicações ao Saturn Award e uma indicação ao Globo de Ouro, e ganhou um Oscar. Ele também inspirou a bem sucedida série animada Batman: The Animated Series, abrindo o caminho para o DC Animated Movie Universe, e influenciou Hollywood na mercadologia moderna e técnicas do desenvolvimento do gênero de filmes de super-heróis.

## Sinopse
Quando criança, Bruce Wayne presenciou o brutal assassinato de seus pais por um jovem criminoso chamado Jack Napier. Wayne jurou proteger e livrar a cidade de Gotham City dos criminosos. Anos mais tarde, tornou-se o lendário Batman, um ser fantasiado de morcego que assombra criminosos e auxilia a polícia local a desvendar diversos crimes. Paralelo a isto, Wayne mantém sua imagem pública como o dono bilionário da Wayne Enterprises.
Gotham City encontra-se sob controle do chefe do crime Carl Grissom. E, apesar dos esforços do promotor Harvey Dent e do comissário James Gordon, a polícia local foi tomada pela corrupção. O repórter Alexander Knox e a sensual fotógrafa Vicki Vale passam a investigar os rumores sobre uma sombria figura vestida de morcego que anda aterrorizando os criminosos da cidade.
Eis então que surge a figura de Jack Napier, que possui ligação com Carl Grissom. Durante um de seus crimes, Napier acaba sendo atingido por uma bala e cai em um tonel contendo uma desconhecida substância química. Mais tarde, Napier se transforma no palhaço Coringa/Joker, um psicopata que planeja diabólicas formas para aterrorizar Gotham City e seus habitantes, e somente Batman é quem poderá detê-lo. Sabendo que Batman está a solta, Napier age pela primeira vez, matando Grissom. Também se apaixona por Vicky e por seus trabalhos, forçando-a publicar um de seus trabalhos, mas é detido por Batman. Bruce quer contar a Vicky sobre sua identidade e vai a sua casa, mas quando ia revelar, Coringa/Joker aparece e dá um tiro em Wayne, e foge. Bruce desaparece mas Vicky examina a casa e encontra uma bandeja com uma marca de tiro, fazendo-a acreditar que ele havia sobrevivido. Wayne descobre que o assassino de seus pais havia sido o Coringa/Joker e vai atrás dele. Ele invade um desfile e solta seu gás do riso, matando milhares, e sequestra Vicky que estava tentando uma matéria e a leva para a catedral. Lá uma intensa luta se segue entre Batman e Coringa/Joker, que tenta escapar de helicóptero, mas o herói o impede prendendo-o em uma estátua que o faz cair e acaba morrendo. Nisso, Batman some e Vicky o reconhece como Bruce Wayne e olha para cima com o Bat-Sinal no céu.

## Elenco
- Jack Nicholson como Jack Napier / O Coringa (Joker); é o principal vilão do filme,um  dos capangas de Carl Grissom sendo seu braço direito, Jack, ao invadir a fábrica Axis Chemicals, em um de seus crimes, acaba lutando com Batman,e com o tiro, onde a bala do seu revólver acaba voltando e lhe acertando em cheio, rasgando suas bochechas o fazendo cair em um tonel com substância química o deixando com pele branca,cabelos verdes e com a boca paralisada em forma de sorriso.
- Kim Basinger como Vicki Vale; a repórter que se apaixona por Bruce, sem saber que ele e Batman são a mesma pessoa.
- Robert Wuhl como Alexander Knox; é um repórter que trabalha com Vicky Vale
- Pat Hingle como Comissário Gordon; É comissário de Gotham.
- Billy Dee Williams como Harvey Dent; É o promotor de Gotham.
- Michael Gough como Alfred Pennyworth; O mordomo da Mansão dos Wayne.
- Jack Palance como Carl Grissom; É o chefe do crime de Gotham. É morto pelo Coringa.
- Jerry Hall como Alicia Hunt; A ex amante de Carl Grissom.
- Tracey Walter como Bob the Goon; É um dos comparsas de confiança do Coringa.
- Lee Wallace como Prefeito Borg; É o prefeito de Gotham.
- William Hootkins como Lt. Max Eckhardt; é um tenente de Gotham, é morto por Jack Napier na fábrica Axis Chemicals.
- David Baxt como Thomas Wayne; É o marido de Martha Wayne, pai de Bruce, assassinado junto com sua esposa.
- Sharon Holm como Martha Wayne; É a mãe de Bruce, assassinada junto com seu marido.

## Produção

### Desenvolvimento
No final da década de 1970, a popularidade do Batman estava diminuindo. A CBS estava interessada em produzir um filme de Batman in Outer Space. Os produtores Michael Uslan e Benjamin Melniker compraram os direitos de filmagem do Batman da DC Comics em 3 de outubro de 1979. Foi o desejo de Uslan de "fazer a versão definitiva, sombria e séria do Batman, da maneira que Bob Kane e Bill Finger o imaginaram em 1939. Uma criatura da noite, perseguindo criminosos nas sombras." Richard Maibaum foi abordado para escrever um roteiro com Guy Hamilton para dirigir, mas os dois recusaram a oferta. Uslan não teve sucesso quando apresentou Batman para vários estúdios de cinema porque eles queriam que o filme fosse semelhante à série de TV camp da década de 1960. Columbia Pictures e United Artists estavam entre aqueles que recusaram o projeto.
Decepcionado, Uslan então escreveu um roteiro intitulado Return of the Batman para dar ao setor cinematográfico uma ideia melhor da sua visão para o filme. Uslan mais tarde comparou seu tom sombrio com o da minissérie em quadrinhos The Dark Knight Returns, de Frank Miller. Em novembro de 1979, os produtores Jon Peters e Peter Guber se juntaram ao projeto. Os quatro produtores sentiram que era melhor modelar o desenvolvimento do filme após o lançamento de Superman (1978). Uslan, Melniker e Guber apresentaram Batman para a Universal Pictures, mas o estúdio recusou. Embora nenhum estúdio de cinema ainda estivesse envolvido, o projeto foi anunciado publicamente com um orçamento de US$ 15 milhões em julho de 1980 na Comic Art Convention em Nova York. A Warner Bros. decidiu aceitar Batman.
Tom Mankiewicz completou um roteiro intitulado The Batman em junho de 1983, com foco nas origens de Batman e Dick Grayson, com o Coringa e Rupert Thorne como vilões e Silver St. Cloud como o interesse romântico. Mankiewicz se inspirou na série limitada Batman: Strange Apparitions, escrita por Steve Englehart. O artista de quadrinhos Marshall Rogers, que trabalhou com Englehart em Strange Apparitions, foi contratado para a arte conceitual. The Batman foi então anunciado no final de 1983 para uma data de lançamento no meio de 1985, com um orçamento de US$ 20 milhões. Originalmente, Mankiewicz queria um ator desconhecido para Batman, William Holden para James Gordon, David Niven como Alfred Pennyworth e Peter O'Toole como o Pinguim, que Mankiewicz queria retratar como um mafioso com baixa temperatura corporal. Holden morreu em 1981 e Niven em 1983, então isso nunca aconteceria. Vários cineastas foram anexados ao roteiro de Mankiewicz, incluindo Ivan Reitman e Joe Dante. Reitman queria escalar Bill Murray como Batman e Eddie Murphy como Robin. Nove reescritas foram realizadas por nove escritores separados. No entanto, foi o roteiro de Mankiewicz que ainda estava sendo usado para orientar o projeto.

Eu nunca fui um grande fã de quadrinhos, mas sempre adorei a imagem do Batman e o Coringa. A Piada Mortal é o meu favorito. É o primeiro quadrinho que já amei. E o sucesso dessas graphic novels tornou nossas ideias mais aceitáveis."

—Diretor Tim Burton
Após o sucesso financeiro de Pee-wee's Big Adventure (1985), Warner Bros. contratou Tim Burton para dirigir Batman. Burton tinha sua então namorada Julie Hickson escrevendo um novo esboço de 30 páginas. O sucesso de The Dark Knight Returns e Batman: The Killing Joke reavivou o interesse da Warner Bros. em uma adaptação cinematográfica. Burton não era inicialmente um fã de quadrinhos, mas ele ficou impressionado com o tom sombrio e sério encontrado em The Dark Knight Returns e The Killing Joke. A Warner Bros. recrutou a ajuda de Steve Englehart para escrever um novo tratamento em março de 1986. Ele incluiu o Coringa e Rupert Thorne como os principais vilões, com uma aparição cameo do Pinguim.  Silver St. Cloud e Dick Grayson foram os principais personagens de apoio. Seguiu o enredo semelhante a Strange Apparitions, do próprio Englehart. Warner Bros. ficou impressionada, mas Englehart sentiu que havia muitos personagens. Ele removeu o Pinguim e Dick Grayson em seu segundo tratamento, terminando em maio de 1986.
Burton se aproximou de Sam Hamm, um fã de quadrinhos, para escrever o roteiro. Hamm decidiu não usar uma história de origem, sentindo que os flashbacks seriam mais adequados e que "desbloquear o mistério" se tornaria parte do enredo. Ele argumentou: "Você destrói totalmente sua credibilidade se você mostrar o processo literal pelo qual Bruce Wayne se torna Batman." Hamm substituiu Silver St. Cloud por Vicki Vale e Rupert Thorne com sua própria criação, Carl Grissom. Ele completou seu roteiro em outubro de 1986, que rebaixou Dick Grayson em um cameo em vez de um personagem de apoio. Uma cena no roteiro de Hamm teve um jovem James Gordon em serviço na noite do assassinato dos pais de Bruce Wayne. Quando o roteiro de Hamm foi reescrito, a cena foi excluída, reduzindo-a a uma foto no Gotham Globe.
A Warner Bros. estava menos disposta a avançar no desenvolvimento, apesar do entusiasmo pelo roteiro de Hamm, que o co-criador do Batman, Bob Kane, saudou com feedback positivo. O roteiro de Hamm foi então contrabalançado em várias lojas de quadrinhos nos Estados Unidos. Batman finalmente recebeu o sinal verde para iniciar a pré-produção em abril de 1988, após o sucesso de Beetlejuice (1988), de Burton. Quando os fãs de quadrinhos descobriram que Burton iria dirigir o filme com Michael Keaton protagonizando o papel principal, surgiram controvérsias sobre o tom e a direção em que Batman estava entrando. Hamm explicou: "Eles ouviam o nome de Tim Burton e eles pensavam em  Pee-wee's Big Adventure. Eles ouviam o nome de Keaton e eles pensavam em qualquer série de comédia de Michael Keaton. Você pensa na versão dos anos 1960 de Batman, e foi o oposto completo de nosso filme. Tentamos comercializá-lo com um tom típico sombrio e sério, mas os fãs não acreditavam em nós." Para combater relatórios negativos sobre a produção do filme, Kane foi contratado como consultor criativo.

## Temas
Ao discutir o tema central de Batman, o diretor Tim Burton explicou: "todo o filme e a mitologia do personagem são um duelo completo dos loucos. É uma briga entre duas pessoas perturbadas", acrescentando que "O Coringa é um personagem tão grande porque existe uma total liberdade para ele. Qualquer personagem que opera no exterior da sociedade e é considerado um louco e um exilado, então tem a liberdade de fazer o que eles querem ... Eles são os lados mais sombrios da liberdade. A insanidade é de alguma maneira assustadora a maior liberdade que você pode ter, porque você não está vinculado pelas leis da sociedade."
Burton viu Bruce Wayne como o portador de uma dupla identidade, expondo uma enquanto esconde a realidade do mundo. O biógrafo de Burton, Ken Hanke, escreveu que Bruce Wayne, lutando em seu alter ego como Batman, é retratado como um anti-herói. Hanke sentiu que Batman tem que empurrar os limites da justiça civil para lidar com certos criminosos, como o Coringa. O escritor e crítico de cinema Kim Newman teorizou que "Burton e os roteiristas viram o Batman e o Coringa como uma antítese dramática, e o filme lida com suas origens entrelaçadas e os destinos em maior medida."
Batman transmite marcas registradas nas revistas pulp dos anos 1930, notavelmente o design de Gotham City estilizado com o design de Art Deco. Richard Corliss, escrevendo para a Time, observou que o design de Gotham era uma referência a filmes como Metrópolis (1927) e Das Cabinet des Dr. Caligari (1920). "Gotham City, apesar de ser filmada em um estúdio", ele continuou, "é literalmente outro personagem no roteiro. Tem a presença degradante do Expressionismo Alemão e da arquitetura fascista, olhando para os cidadãos." Hanke abordou ainda mais as noções de Batman ser um filme de época, na medida em que "os cidadãos, policiais, pessoas e a televisão em preto e branco parecem ter lugar em 1939"; mas depois disse: "Se os cineastas fizessem Vicki Vale uma mulher fatal em vez de uma donzela em perigo, isso poderia ter feito Batman como homenagem ao clássico filme noir."[carece de fontes?] Partes do clímax prestam homenagem à Vertigo.[carece de fontes?]

## Trilha sonora
A trilha sonora foi composta por Danny Elfman, que já havia trabalhado com Tim Burton em Pee-wee's Big Adventure e em Beetlejuice. Parte da trilha sonora foi composta por canções de Prince, escolhido pelos produtores do filme, Peter Guber e Jon Peters. Entretanto, a escolha desagradou o diretor Tim Burton, que rejeitou a ideia de seu filme ser comercial.

## Recepção

### Crítica
Rotten Tomatoes reporta que 72% dos críticos deram uma resenha positiva, baseado em uma amostra de 68 análises com uma nota média de 6,6/10. O consenso da crítica diz: "Um espetáculo assustador e assombroso, Batman consegue um entretenimento sombrio, mesmo que o Coringa de Jack Nicholson também ofusca o personagem do título". No Metacritic, o filme tem uma pontuação média de 69/100, com base em 21 avaliações, resultando em "críticas geralmente favoráveis".
Muitos observaram que Burton estava mais interessado no Coringa e na arte e no design de produção que o Batman ou qualquer outra coisa em termos de caracterização e tempo de tela. Os fãs de quadrinhos reagiram negativamente ao Coringa assassinando Thomas e Martha Wayne; nos quadrinhos, Joe Chill é responsável. O roteirista Sam Hamm disse que foi ideia de Burton que o Coringa assassinasse os pais de Wayne. "Eu também mantenho inocente por Alfred deixar Vicki Vale entrar na Batcaverna. Os fãs ficaram irritados com isso, e eu concordo. Esse teria sido o último dia de emprego de Alfred na Mansão Wayne", disse Hamm.
As músicas escritas por Prince foram criticadas por serem "muito fora de lugar". Enquanto Burton afirmou que não tinha nenhum problema com as músicas Prince, ele ficou menos entusiasmado com o uso delas no filme.
Apesar das reações negativas iniciais de fãs de quadrinhos antes do lançamento do filme, a performance de Keaton como Batman foi geralmente elogiada. James Berardinelli chamou o filme de entretenimento, com o destaque do design de produção. No entanto, ele concluiu: "O melhor que pode ser dito sobre Batman é que isso levou a Batman Returns, que foi um esforço muito superior." Variety sentiu que "Jack Nicholson roubou todas as cenas". Roger Ebert ficou muito impressionado com o design da produção, mas afirmou que "Batman é um triunfo do design sobre a história, o estilo sobre a substância, um filme de grande aparência com um plano que você não pode se importar." Ele também chamou o filme de "uma experiência deprimente". Seu parceiro de revisão, Gene Siskel , discordou, descrevendo o filme como tendo uma abordagem "refrescamente adulta" com performances, direção e cenografia que 'atrai você para um mundo psicológico'.